# Michel Bellier
 (mars 2013).
Si vous disposez d'ouvrages ou d'articles de référence ou si vous connaissez des sites web de qualité traitant du thème abordé ici, merci de compléter l'article en donnant les références utiles à sa vérifiabilité et en les liant à la section « Notes et références ».
Michel Bellier est un auteur dramatique, scénariste et comédien français né en 1958 à Marseille. 

## Biographie
Il se forme au Conservatoire national de région de Marseille et travaille avec de nombreuses compagnies, centres dramatiques nationaux, compagnies itinérantes.
Il enchaîne les engagements avec Jean-Louis Hourdin, Joëlle Cattino et les collaborations au cinéma et à la télévision avec Cédric Jimenez, Philippe Carrese, Robert Luketic, Daniel Losset.
Il est acteur guest dans la série télévisée Plus belle la vie pendant deux saisons. En 2008, il joue avec Katherine Heigl, Ashton Kutcher et Tom Selleck dans le film Kiss and Kill de Robert Luketic.
La même année, il incarne le vigile psychopathe, taxidermiste et fou de télévision aux côtés de Maria Derrien et David Cheneau dans la série La Chaine à moi, réalisée par Thierry Lledo et produite par LCM.
En 2011, il crée sur scène le personnage du commandant Firmin Navarin, souffrant du « syndrome du Titanic » dans la comédie Une traversée sans histoire, de Michel Dossetto avec Astrid Veillon.

### Dramaturge
Oute son métier de comédien, il écrit une quarantaine de pièces, toutes jouées en France, et en Belgique, Roumanie, Pologne, au Québec et en Turquie.
Certaines sont éditées aux éditions Lansman. Certaines ont été primées aux Journées de Lyon des auteurs de théâtre, Prix Godot, Prix Guérande, etc.).
Il a été à plusieurs reprises  boursier (Centre national du livre, Bourse Beaumarchais). Il a été accueilli en résidence (La Chartreuse de Villeneuve-lès-Avignon, Mariemont en Belgique (résidence du Centre des écritures dramatiques Wallonie-Bruxelles), La Marelle-Villa des auteurs de Marseille, le Théâtre de Grasse, scène conventionnée, Résidence 10X10 organisée par Draméducation (Ryn Pologne), Le Cube de Montréal.
Il est lauréat des « Journées de Lyon des auteurs de théâtre » en 2007 avec sa pièce Ils seront là bientôt, les hommes ?
En 2008, il est nommé observateur pour le théâtre et la littérature, dans le cadre du projet Direktlink, projet préparatoire à l'année de la Turquie.
En 2012, il est invité en Belgique dans le cadre des « Tournées d'auteur » mis en place par Promotion Théâtre.
Il est, depuis 2009, associé à Dynamo Théâtre, compagnie dirigée par Joëlle Cattino.
En 2008, il est président du jury des Rencontres méditerranéennes des jeunes auteurs de théâtre. Il décerne le premier prix à Sedef Ecer, autrice turque. Il lui propose une collaboration avec sa compagnie Dynamo Théâtre. Le projet est d'écrire une trilogie « à trois mains ». Le troisième auteur est le Belge Stanislas Cotton. En 2013, est édité Va jusqu'où tu pourras, créé par Dynamo Théâtre.
Dans cette épopée écrite pour la scène, chaque auteur est responsable d'un volet. C'est l'histoire de femmes migrantes traversant la Méditerranée jusqu'à la Mer du Nord. Le spectacle, mis en scène par Joëlle Cattino, pour Dynamo Théâtre, tourne en France, en Turquie et en Belgique.
Depuis quelques années, il multiplie les collaborations avec la Belgique et certains théâtres bruxellois. Les Filles aux mains jaunes, la vie de quatre femmes dans une usine de fabrication d'obus pendant la Première Guerre mondiale, est jouée au Théâtre Le Public de Bruxelles en novembre 2014. La mise en scène est de Joëlle Cattino.
En 2016, Frédéric Dussenne lui commande l'adaptation du Roman de Molière de Boulgakov ; il sera créé au Théâtre des Martyrs de Bruxelles avec le Théâtre en liberté.
En 2017, sa pièce Que faire ? est créée au Théâtre Le Public.
En 2019, sa pièce Les Filles aux mains jaunes est reprise dans une mise en scène de Johanna Boyé, avec Brigitte Faure, Anna Mihalcea, Pamela Ravassard et Élisabeth Ventura.
Un projet de série télévisée adaptée de cette pièce est en cours de développement.
Il a reçu la médaille de la Ville de Marseille le 13 juin 2017.
En 2018, il bénéficie d'une résidence croisée entre La Chartreuse de Villeneuve-lès-Avignon et le Conseil des arts et des lettres du Québec. Il réside un temps à Montréal où il écrit sa pièce jeune public Toujours sans nouvelles.
En 2019, il signe l'adaptation de Zinc de David Van Reybrouck, dans une mise en scène de Joëlle Cattino, pour Dynamo Théâtre.

## Pièces de théâtre
- Joyeux Anniversaire, Color Gang, dans Robots, Clônes & Cie
- La Petite Entreprise de Bathazar, Dramedition (Pologne) dans 10X10, tome 2
- La Grande Aventure, Dramedition (Pologne) dans 10X10, tome 1
- Bidoch'Market, Lansman
- Les Filles aux mains jaunes, Lansman
- Va jusqu’où tu pourras, en collaboration avec Sedef Ecer et Stanislas Cotton, Lansman
- Et des poussières…, Lansman
- Jusqu’à la mer et au-delà, Lansman
- Hyperland, Lansman, dans La Scène aux Ados no 7
- Ils seront là bientôt, les hommes ?, L'Act Mem, lauréate des « Journées de Lyon des auteurs de théâtre »
- L'Étincelle, Lansman
- Demain vite !, suivi de Des bras comme des ailes, Lansman

## Textes divers dans des ouvrages collectifs
- L'Arche des noyés, Les Cahiers de l'Égaré, dans Envie de Méditerranée
- Une lampée de mots, L’Avant-Scène Théâtre, dans L’Auteur en première ligne
- Le Cavalier bleu, hors-série la Revue des deux Mondes, dans La Grotte Chauvet, 33 000 mots, 33 000 ans

## Filmographie (sélection)

### Cinéma
- 2014 : Comme un rat de Philippe Carrese
- 2013 : La French de Cédric Jimenez
- 2010 : Kiss & Kill de Robert Luketic :
- 1995 : Le Hussard sur le toit de Jean-Paul Rappeneau

### Télévision (sélection)
- La Stagiaire de Christophe Campos
- Commissaire Laviolette (Les Charbonniers de la mort) de Véronique Langlois
- Plus belle la vie (saison 7)
- Camping Paradis (Mamans en grève et Baignade : interdite)
- La Chaine à moi de Thierry Lledo et Emmanuel Soler
- Vieilles Canailles, téléfilm d'Arnaud Sélignac
- 35 kilos d'espoir d'Olivier Langlois
- Les Toqués (La Ruée vers l'or)
- Mac Orlan (La Fille au tailleur blanc)
- Plus belle la vie (saison 3)
- L'Inventaire, téléfilm de Caroline Huppert
- Van Loc : un grand flic de Marseille (Ennemis d'enfance)
- Théo la tendresse (La Nouvelle de la semaine)
- Une mère en colère, téléfilm de Gilles Béhat
- The Free Frenchman de Jim Goddard
- Le Secret des andrônes, téléfilm de Sam Itzkovitch

## Théâtre (sélection)
- Une traversée sans histoire de Michel Dossetto, mise en scène Isabelle Faillard-Pancol
- Hey Mambo ! d’après Cesare Pavese, mise en scène Joëlle Cattino
- Mariages ! d’après Dostoïevski, mise en scène Joëlle Cattino
- Ils seront là bientôt, les hommes ? de Michel Bellier, mise en scène Joëlle Cattino
- Des nuits en bleu d’après Jean-Pierre Levarray, mise en scène Marie-Hélène Garnier et Joëlle Cattino
- Le Théâtre ambulant Šopalović de Ljubomir Simovic, mise en scène Jean-Louis Hourdin
- Gens de Cluny, légendes de Paul Fructus et Michel Bellier, mise en scène Jean-Louis Hourdin
- Maintenant le paradis de Charlie Kassab, mise en scène Charlie Kassab
- La Relaxation des porteurs de charges de Jacques Gabriel, mise en scène Charlie Kassab
- L'Île des esclaves de Marivaux, mise en scène Frédéric Ortiz
- Madeleine Béjart d’après Boulgakov, mise en scène Henry Moati
- Le Quatorze Juillet de Romain Rolland, mise en scène Albert Simond
- L'Avare de Molière, mise en scène Frédéric Ortiz
- L'Écume des jours d’après Boris Vian, mise en scène Frédéric Ortiz
- L’Éternité sans peine, création collective, Tutti Quanti Productions
- Aucassin et Nicolette, création collective, Tutti Quanti Productions
- La Flûte enchantée d’après l’opéra, mise en scène Amir Abramov
- Vingt mille lieues sous les mers d’après Jules Verne, mise en scène Haïm Menahem
- L’Atelier de Jean-Claude Grumberg, mise en scène Jean-Pierre Raffaelli